# Raïon de Vavoj
Le raïon de Vavoj (russe : Ваво́жский райо́н, Vavožski raion; oudmourte : Вавож ёрос, Vavož joros) est un raïon de la République d'Oudmourtie en Russie,.

## Présentation
La superficie du raïon de Vavoj est de 1 679 km2.
Le raïon de Vavoj est situé dans la partie ouest de l'Oudmourtie.
La rivière Vala traverse le raïon.
Le raïon de Vavoj est bordé par le raïon de Syoumsi au nord-ouest, le raïon d'Ouva au nord-est, le raïon de Mojga au sud-est, le raïon de Kizner au sud-ouest et l'oblast de Kirov à l'ouest.
Environ 56% de la superficie est constituée de forêts et 41% de terres agricoles. Parmi les ressources extractibles, la tourbe a une importance économique.
Près de 56,6% de la population sont oudmourtes et 39,4% sont russes.
Le principal moyen de subsistance est l'agriculture, qui se concentre sur la production de lait et de viande et la culture des céréales.
Le raïon produit du bois et de la tourbe.
Le centre du raïon est à 133 kilomètres d'Ijevsk, la capitale de la république,.

## Démographie
La population du raïon de Vavoj a évolué comme suit:
| 1959   | 1970   | 1979   | 1989   | 2002   |
| ------ | ------ | ------ | ------ | ------ |
| 29 689 | 24 270 | 19 943 | 18 130 | 17 323 |

| 2009   | 2015   | 2019   | 2021   | - |
| ------ | ------ | ------ | ------ | - |
| 17 314 | 15 661 | 15 096 | 13 995 | - |

## Galerie

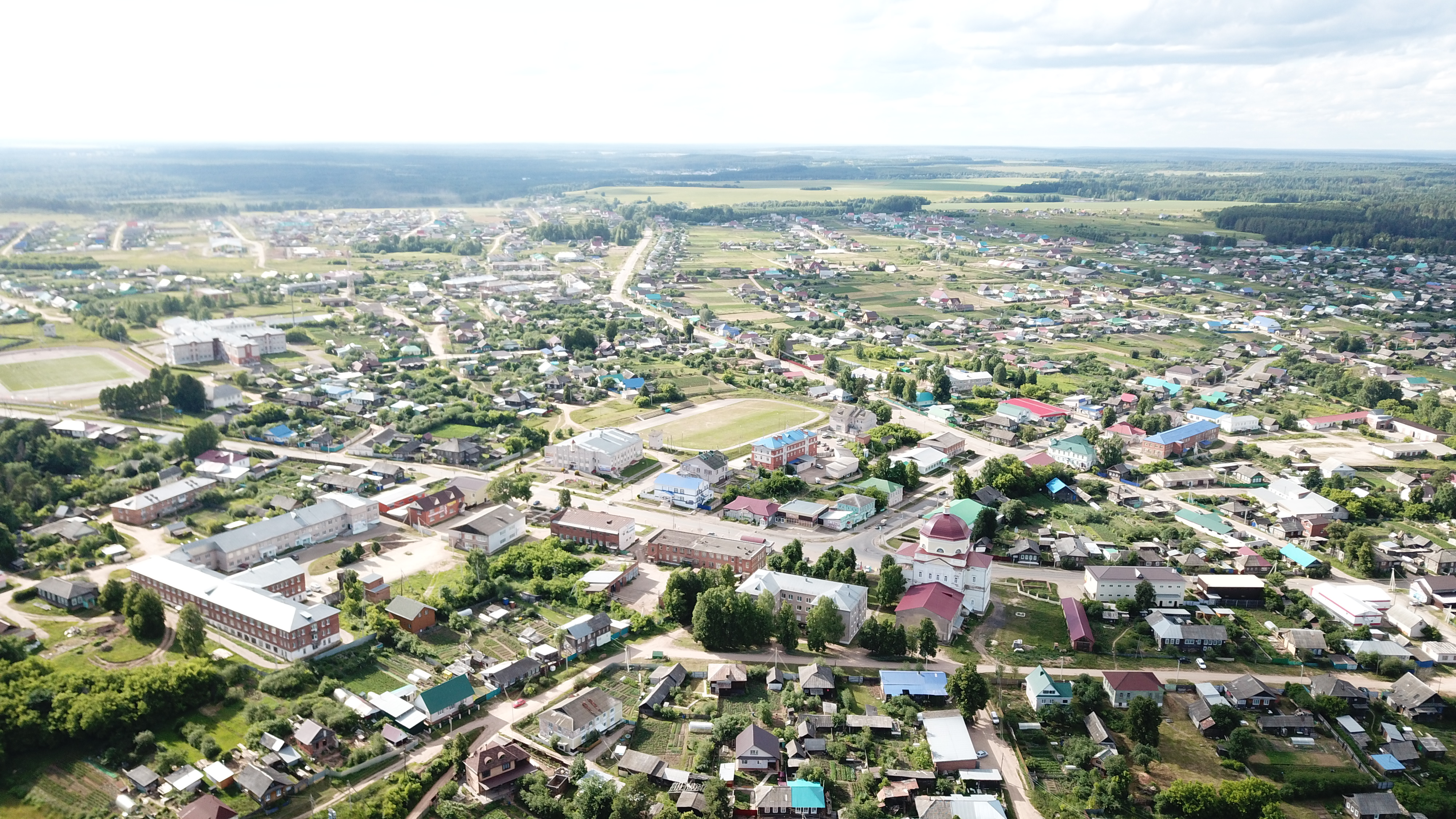
Village de Vavoj en 2020.